# Поход Булак-Балаховича
Поход Булак-Балаховича — серия сражений Русской народной добровольческой армии под руководством Балаховича и частей Красной армии в Белорусском Полесье в ноябре 1920 года. Завершился поражением РНДА, её отступлением и интернированием на польской территории.

## Предыстория
18 октября 1920 года вступило в действие перемирие между Советской Россией и Польшей. Сформированные на польской территории русские и украинские антисоветские войска попытались продолжить борьбу самостоятельно, надеясь на слабость Красной армии, понёсшей большие потери в заключительный период советско-польской войны.

## Силы и планы сторон
План руководства Русской народной добровольческой армии строился на предполагаемой слабости советских войск и нежелании красноармейцев сражаться за советскую власть. Предполагалось нанести удар на Мозырь, а затем направить войска по расходящимся линиям на Бобруйск, Гомель и Киев. Б. В. Савинков, которому подчинялся Балахович, даже надеялся на то, что вслед за занятием Белоруссии начнётся поход на Москву. Сама армия состояла из трёх пехотных и одной кавалерийской дивизий, отдельной бригады и отдельных частей общей численностью около 20 000 человек. Наибольшую ценность представляла собой 1-я пехотная "дивизия смерти", состоявшая из опытных бойцов, имевших опыт партизанской войны в лесистой местности. Остальные войска, состоявшие в значительной мере из пленных красноармейцев, были хуже подготовлены и менее надёжны.
Противостоявшие РНДА силы 16-й армии Западного фронта и 12-й армии Юго-Западного фронта были измотаны последними неудачными боями советско-польской войны. Советское командование не рассчитывало на скорое начало наступления и держало большую часть войск в тылу, охраняя демаркационную линию слабыми силами. Линию разграничения в районе предстоящих боёв прикрывала 29-я бригада 10 стрелковой дивизии, в самом Мозыре и севернее располагались части 28-й и 30-й бригад той же дивизии.

## Ход военный действий
6 ноября 1920 года началось наступление РНДА на Мозырь. 7 ноября в Турове состоялось торжественное построение войск в присутствии командующего армии, членов БПК и Б. В. Савинкова, затем состоялся молебен с молитвами за БНР и успех её оружия. Далее генерал-майор С. Н. Булак-Балахович развернул бело-красно-белый флаг и поклялся не складывать оружия, пока не освободит родной край от узурпатора, после чего состоялся парад.
Перейдя в наступление вдоль реки Припять и действуя по обоим ее берегам, РНДА, тесня слабые и разбросанные на большом протяжении части 10-й стрелковой дивизии, на которую обрушился его первый удар, 10 ноября занял город Мозырь, а 11 ноября важную узловую железнодорожную станцию Калинковичи.
В Мозыре активизировалась деятельность Белорусского политического комитета, с которым 12 октября Балахович вступил в союз. Поскольку политическое руководство уже занял комитет Савинкова, в первые дни похода БПК занимался хозяйственным делами. Запасов продовольствия армия имела на 7-8 дней, что с учётом растянутости подразделений армии было недостаточно, в связи с чем, представитель Булак-Балаховича И. Васильев через БПК обратился в Главное Командование Войска Польского с настоятельной просьбой о поставке запасов продовольствия на 10 дней и 1000 коней с сёдлами. 12 ноября в занятом Мозыре члены БПК устроили генерал-майору торжественную встречу и провозгласили себя высшим государственным органом Белоруссии. В ответ, С. Н. Булак-Балахович заявил о создании новой БНР, о роспуске правительств БССР и БНР (в Ковно). 14 ноября он провозгласил себя главнокомандующим вооружённых сил Белоруссии и приказал сформировать отдельно от НДА Белорусскую Народную Армию (в составе Крестьянской дивизии атамана Искры, отрядов «Зелёного дуба», Особого белорусского батальона 2-й пехотной дивизии).
Окрылённый успехом, Балахович направил войска по расходящимся направлениям: 2-я пехотная дивизия в составе 1500 штыков, 40 сабель, 40 пулеметов и 4 орудий, развивала свое наступление вдоль железной дороги Мозырь — Жлобин, 1-я пехотная дивизия и отряд Юзефа Балаховича в составе двух пехотных полков и трех кавалерийских полков наступала к Речице.
Советское командование стало срочно перебрасывать войска в район Мозыря. К 11 ноября в распоряжении командарма 16-й армии для борьбы с Булак-Балаховичем было четыре дивизии: 4-я, 10-я, 48-я, 57-я (две последние из фронтового резерва были переданы в его подчинение). Готовясь к решительным операциям против Булак-Балаховича, командование 16-й армией предполагало отрезать его от сообщений с территорией, занятой польскими войсками, и окружить его где-нибудь в районе Мозыря. 13 и 14 ноября 10-я дивизия безуспешно пыталась отбить Калинковичи. 15 ноября РНДА отбросила 10-ю стрелковую дивизию от Калинкович, вынудив её к концу этого дня отойти на фронт Василевичи — Макановичи — Великий Бор. К концу дня 16 ноября 10-я стрелковая дивизия отошла в ближайшие окрестности города Речицы и утром 17 ноября занимала фронт Речица — Гариводы — Жмуровка.
17—18 ноября наступил перелом в ходе операции. Атаки Булак-Балаховича на Речицу в течение 17 ноября были отбиты; этому во многом способствовал выход советской 28-й стрелковой бригады в тыл противнику со стороны Хойников. Одновременно к концу дня 17 ноября 48-я стрелковая дивизия заняла станцию Калинковичи, распространившись к востоку и юго-востоку от нее. 19 ноября начался отход на запад дивизий РНДА.
2-я пехотная дивизия Булак-Балаховича упорно обороняла Мозырь, который был взят 51-й бригадой 17-й стрелковой дивизии в 2 часа 20 ноября. 48-я стрелковая дивизия с боем заняла район Прудок — Юровичи — Глинище — Хойное. Основные силы РНДА, отойдя от Речицы двумя группами, сосредоточилась Великом Бору, откуда в ночь с 20 на 21 ноября двинулись лесными дорогами, обошли Мозырь с севера, 22 ноября переправились через реку Иппу между Капличи и Якимовичи, сбив при этом части 33-й Кубанской дивизии.
В начале декабря 1920 года последние отряды РНДА перешли через демаркационную линию и были интернированы польскими властями .

## Потери сторон
Общие потери РНДА пленными, по сведениям штаба советской 16-й армии, исчислялись в 120 офицеров и 3540 солдат. Кроме того, советским войскам достались 40 пулемётов, 4 орудия и знамя Сводно-Партизанского полка. Однако по данным командующего 17-й дивизией, одна только его дивизия взяла 4500 пленных, около 40 пулемётов, 6 орудий и «массу обоза». С советской стороны было потеряно 99 командиров и 2588 красноармейцев, в основном в 10-й и 48-й дивизиях.